# 津軽の花
「津軽の花」（つがるのはな）は、1999年2月5日に発売された原田悠里の24枚目のシングル。

## 解説
- オリコンチャートでは最高42位だったものの、ロングヒットを記録し、最終的には16万枚強の売り上げを記録した（累計では60万枚の売り上げ。）。

- 本楽曲で、『第41回日本レコード大賞』優秀作品賞を受賞し、さらに『第50回NHK紅白歌合戦』にも初出場した。

## 収録曲
1. 津軽の花
作詞：麻こよみ／作曲：岡千秋／編曲：南郷達也
2. 好きよ故郷が
作詞：平田まつみ／作曲：中島慎二／編曲：小町昭